# 合肥市第十中学
合肥市第十中学是中华人民共和国安徽省合肥市的一所高级中学。

## 学校简介
合肥十中有两个校区，其一坐落于和平广场东侧，是老校区，现为合肥市第五中学和平校区。新校区则处在瑶海区龙岗综合开发区新安江路。新校区的建筑选择了环保建筑材料。学生宿舍采光、通风较好。宿舍实行男、女生分区管理，每间宿舍安排4人。除此之外，新校区拥有一栋4层楼的食堂。合肥十中于2019年创立海航班，其毕业生大多将从事于中国舰载机相关工作

## 发展历程
合肥十中创建于1957年，1978年被确定为市重点中学，2002年被批准为省示范高中。2015年9月，学校迁至于瑶海龙岗开发区。新校区包括了教学区、运动区、功能区在内的设施。

## 组织机构
- 校级干部分工情况
- 胡焰根：校长、总支书记。主持学校行政、党务工作。兼管办公室、保卫科、民主党派。
- 谢宏毅：副校长、总支委员，分管总务处、财务科、工会、教代会、职教办、离退休办公室、离退休协会、工厂、创收等工作。
- 姜际龙：兼任物理教学，主管德育
- 校级干部基本情况
- 胡焰根：校长
- 王克扬：副书记
- 谢宏毅：副校长
- 副校长：吴菊文
- 工会委员会成员
- 主 席：凌德保
- 委员：凌德保 赵 勇 李书田 刘肖徽（女） 艾俊
- 校务委员会
- 主任委员: 赵明
- 副主任: 谢宏毅 王自勇
- 成 员: 凌德保 田竹林 赵明 王国文 宣恒翠 姜际龙 李书田 艾 峻 方兆如
- 各支部委员分工情况
- 第一（离退休）支部
- 书记：王 庆
- 委员：陈友兰 谈玉璞
- 第二（文科）支部
- 书记：赵 勇
- 委员：李 斌 王国文
- 第三（理科）支部
- 书记：田竹林
- 委员：戈益超
- 第四（行政）支部
- 委员：谢宏毅 刘学传

## 师资力量
学校现有在籍学生3500余人；在职在岗教职工262人，其中专任教师236人，高级教师82人（中级以上教师占教师总数超过80%），特级教师2人，省级教坛新星5人，市级教坛新星6人，合肥市学科带头人7人，合肥市骨干教师35人，取得硕士学位、研究课程学历及在读研究生58人，

## 知名校友
- 王蒙徽：住房和城乡建设部部长、党组书记。
- 陆勤毅：1973届毕业生现任安徽省委宣传部副部长，安徽省社科院党组书记、院长，教授，硕士生导师。兼任安徽省高等教育学会常务副会长，安徽省考古学会副理事长，教育部历史学科教学指导委员会委员
- 丁晓兵：少将，广西武警部队政委、党委书记。
- 龚维模：原安徽省机械工业厅处长。1963届毕业生，第一届校学生会主席，原安徽省机械工业厅处长、安徽省工业经济联合会秘书长
- 张   辉：全国人大代表享受省政府津贴安徽省高等级公路管理局副局长
- 田黎明：中国艺术研究院中国画院院长。1973年毕业生，中国艺术研究院中国画院院长，曾任中央美院中国画院院长、国家画院副院长，中国艺术研究院常务副院长
- 周   群：著名节目主持人。
- 任良赟：安徽卫视著名节目主持人。
- 姜   峰：空军第二研究所研究室姜峰主任。
- 戈世平：65届毕业生现任安徽行政学院常务副院长
- 徐步安：原中国人民解放军第二炮兵总医院政委。
- 家   祎：香港中文大学教授，博士生导师。
- 李   陶：中国科技大学教授。1991届毕业生，中国科技大学教授，博士生导师。
- 魏   然：1996毕业生，工学博士，研究员。、
- 喻   青：1976届毕业生，MBA硕士、法学博士，现旅居美国
- 喻寿山：1978届毕业生，美国佛罗尼达大学博士
- 喻   龛：1981届毕业生，美国佛罗尼达大学博士
- 张   琪：1967届毕业生中共合肥市委组织部副部长
- 戈世平：1965届毕业生现任安徽行政学院常务副院长
- 张作元：旅美博士。1978届毕业生，英国杜伦大学博士，任教美国印第安纳州普度大学
- 盛志刚：原合肥市副市长、合肥市政协副主席。1965届毕业生，原合肥市副市长、合肥市政协副主席
- 宋汝彪：美国摩根大通董事总经理。1985届毕业生，美国摩根大通董事总经理
- 单魏松：纽约大学西奈大学医学院教授。1981届毕业生，北京医科大学博士学位，97、99年分获中国国家教委科技进步第一、二等奖，纽约大学西奈大学医学院教授
- 张   辉：全国人大代表,享受省政府津贴,安徽省高等级公路管理局副局长,安徽省皖通高速公路股份有限公司总经理,教授级高级工程师
- 刘   宏：哈尔滨工业大学校长助理、博士生导师。1982届毕业生，哈尔滨工业大学校长助理、博士生导师。教育部首批“长江学者”特聘教授，入选中组部“千人计划”、国家“百千万人才。德国宇航中心永久研究员，中德空间机器人技术联合实验室主任，获国家技术发明二等奖两项，省部级一等奖3项，欧盟机器人技术与转化一等奖1项
- 黄立山：原安徽省统计局副局长。1963届毕业生，原安徽省统计局副局长，党委副书记
- 胡昭林：1966届毕业生现任安徽师范大学党委副书记
- 陈开友：美国哥伦比亚大学物理博士。1977届毕业生，北大物理系毕业，美国哥伦比亚大学物理博士。1982年中美联合招考物理研究生(CUSPEA)考试全国第四名
- 范建荣：北京理工大学珠海学院教授、马克思主义学院院长。、
- 李爱群：北京建筑大学副校长、教授、博士生导师。
- 田   钢：浙江大学理学院地球科学系教授、博士生导师。
- 刘正亚：原合肥市教育局局长。
- 何炳章：1963届毕业生，原合肥市人大副主任、合肥市教委主任、安徽省教育学会副会长、安徽省陶行知研究会常务副会长

## 学校地址
- 地址：安徽省合肥市新安江支路与王岗路交汇处东北角